# Charles Douglas-Home, 13. jarl af Home
Charles Cospatrick Archibald Douglas-Home, 13. jarl af Home KT (født 29. december 1873, død 11. juli 1951), kendt som Lord Dunglass mellem 1881 og 1918, var en skotsk adelsmand og far til den britiske premierminister Alec Douglas-Home.

## Familie
Home var søn af Charles Alexander Douglas-Home (1834 – 1918), der var den 12. jarl af Home. 
Den 14. juli 1902 giftede Home sig med Lady Lillian Lambton, datter af Frederick Lambton (den 4. jarl af Durham). 
Parret fik syv børn.
- Alexander Frederick Douglas-Home (1903-1995), der blev den 14. jarl af Home (1951-1963), premierminister (1963-1964) og baron Home af Hirsel (1974-1995).
  - Lady Lavinia Caroline Douglas-Home (født 1937).
  - Lady Meriel Kathleen Douglas-Home (født 1939).
  - Lady Diana Lucy Douglas-Home (født 1940).
  - David Douglas-Home (født 1943), der blev den 15. jarl af Home i 1995.
- Lady Bridget Douglas-Home (1905 – 1980).
- Den Ærede (The Honourable) Henry Montagu Douglas-Home (1907- 1980), gift tre gange, børn i alle tre ægteskaber. I sit første ægteskab med Lady Alexandra Margaret Elizabeth Spencer (1906 – 1996) (datter af Charles Robert Spencer, 6. jarl Spencer (1857 – 1922) (oldefar til lady Diana Frances Spencer, prinsesse af Wales (1961-1997))) fik han tre børn:  
  - Cecil Robin Douglas-Home (1932-1968), jazzpianist og forfatter, som ung var han kortvarigt forlovet med prinsesse Margaretha af Sverige, senere gift med Sandra Clare Paul, én søn. 
    - Alexander Sholto Douglas-Home (født 1962).

  - Fiona Margaret Douglas-Home (født 1936)
  - Charles Cospatrick Douglas-Home (1937 – 1985), redaktør af  The Times 1982-1985, gift med Jessica Violet Gwynne, to børn.
- Lady Rachel Douglas-Home (1910 – 1996), gift med Lord William Walter Montagu-Douglas-Scott, fem børn.
- Den Ærede (The Honourable) William Douglas-Home (1912 – 1992), gift med Rachel Leila Brand Douglas-Home, 27. baronesse Dacre (1929 – 2012), fire børn.
- Den Ærede (The Honourable) Edward Charles Douglas-Home (1920 – 2006), gift med Nancy Rose Straker-Smith (ca. 1924 – 2005), tre børn.
- Den Ærede (The Honourable) George Cospatrick Douglas-Home (1922 – 1943), pilot (sekondløjtnant) i Royal Air Force, faldt under 2. verdenskrig, var ugift.

## Embeder og ordner
Charles Douglas-Home var guvernør (Lord Lieutenant) over det skotske grevskab Berwickshire fra 1930 til sin død i 1951. 
Han blev ridder af Tidselordenen i 1930.